# کمپلکس آرن-فلز واسطه

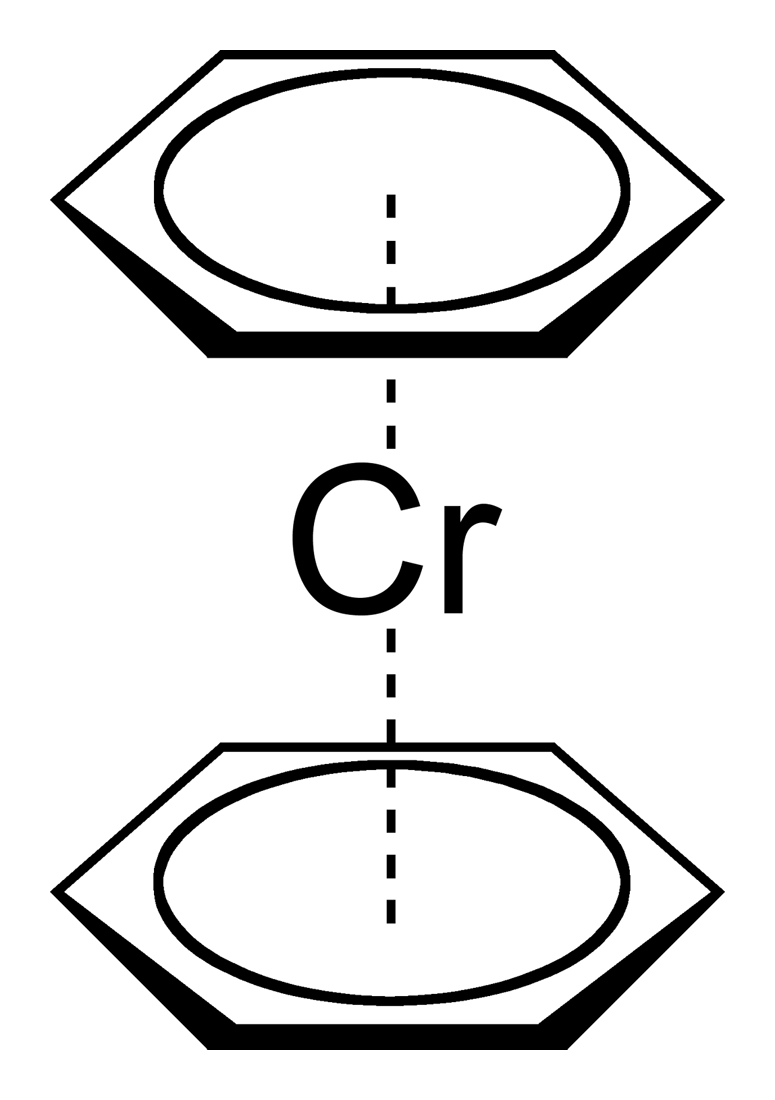
ساختار Cr(η^{6}-C_{6}H_{6})_{2}.

کمپلکس‌های آرن-فلز واسطه ترکیبات آلی فلزی با فرمول شیمیایی (C6R6)xMLy هستند. کلاس‌های رایج این نوع ترکیبات شامل (C6R6)ML3 و (C6R6)2M هستند. این ترکیبات به عنوان واکنشگر در سنتز ترکیبات معدنی و آلی کاربرد دارند. اصولی که کمپلکس‌های آرن را توصیف می‌کنند به لیگاندهای آلی مرتبط مانند بسیاری از هتروسیکل‌ها (مانند تیوفن) و ترکیبات آروماتیک چند حلقه‌ای (مانند نفتالین) گسترش می‌یابند.